# Säyrisjärvi
Säyrisjärvi är en sjö i Kiruna kommun i Lappland och ingår i Torneälvens huvudavrinningsområde. Sjön har en area på 0,219 kvadratkilometer och ligger 440,1 meter över havet. Säyrisjärvi ligger i Torneträsk-Soppero fjällurskog Natura 2000-område. Sjön avvattnas av vattendraget Vasarajoki.

## Delavrinningsområde
Säyrisjärvi ingår i det delavrinningsområde (754015-174834) som SMHI kallar för Mynnar i Ounisjoki. Medelhöjden är 418 meter över havet och ytan är 26,75 kvadratkilometer. Det finns inga avrinningsområden uppströms utan avrinningsområdet är högsta punkten. Vasarajoki som avvattnar avrinningsområdet har biflödesordning 3, vilket innebär att vattnet flödar genom totalt 3 vattendrag innan det når havet efter 335 kilometer. Avrinningsområdet består mestadels av skog (70 procent) och sankmarker (28 procent). Avrinningsområdet har 0,56 kvadratkilometer vattenytor vilket ger det en sjöprocent på 2,1 procent.